# Dampierre-sur-Moivre
Dampierre-sur-Moivre – miejscowość i gmina we Francji, w regionie Grand Est, w departamencie Marna. Nazwa miejscowości pochodzi od imienia św. Piotra.
Według danych na rok 1990 gminę zamieszkiwało 71 osób, a gęstość zaludnienia wynosiła 6 osób/km².